# Gare de Peterborough
La gare de Peterborough est une gare ferroviaire desservant la ville de Peterborough au Royaume-Uni.

## Dans les arts
- Une partie de l’intrigue de l’album L’Affaire Francis Blake, de la série de bandes dessinées Blake et Mortimer, se déroule dans cette gare. Le professeur Philip Mortimer, poursuivi par la police, saute de son train après qu’il a quitté la gare, puis y embarque clandestinement dans un train de marchandises en compagnie d’un vagabond.